# شرارات الكالسيوم
شرارات الكالسيوم (بالإنجليزية: Calcium sparks)‏ هي الإطلاق المجهري للكالسيوم من مخزنها المعروف باسم الشبكة الهيولية العضلية الموجودة ضمن الخلايا العضلية. يحدث هذا الإطلاق عبر قناة أيونية ضمن غشاء الشبكة الهيولية العضلية، وتُسمى مستقبلة الريانودين، والتي تفتح عندَ التنشيط. هذه العملية مُهمة كونُها تساعد في الحفاظ على تركيز الكالسيوم ضمن الخلية، كما أنها تبدأ الانقباض العضلي في العضلات الهيكلية والقلبية، وتساعد في استرخاء العضلات الملساء. شرارات الكالسيوم مهمة في علم وظائف الأعضاء كونها تُوضح كيف يمكن استخدام الكالسيوم على في المستوى تحت الخلوي، وللإشارة إلى التغييرات الموضعية المعروفة باسم التحكم المحلي، وفي التغييرات الخلوية.